# Landser, Haut-Rhin
Landser là một xã ở tỉnh Haut-Rhin trong vùng Grand Est ở đông bắc Pháp. Xã này có diện tích 3,04 kilômét vuông, dân số năm 1999 là 1626 người. Khu vực này có độ cao 260 mét trên mực nước biển.